# ليوني ارتشر
ليوني ارتشر (بالإنجليزية: Leonie Archer)‏ هي مؤرخة بريطانية، ولدت في 25 أبريل 1955 في Crosby, Merseyside ‏ في المملكة المتحدة.